# Emil Hagelberg
Emil Alfons Hagelberg, född 25 augusti 1895 i Pyttis i Finland, död 12 augusti 1941 i Varloi i Fjärrkarelen, var en finländsk militär som tävlade i modern femkamp vid de olympiska spelen 1920 i Antwerpen och 1924 i Paris.